# Балаж Балог
Балаж Балог (угор. Balázs Balogh, нар. 11 червня 1990, Будапешт) — угорський футболіст, півзахисник клубу «Пакш» та національної збірної Угорщини.

## Клубна кар'єра
Народився 11 червня 1990 року в місті Будапешт. Розпочав займатись футболом у клубі «Голдбалл ’94», а у віці 14 років потрапив до академії «Ференцвароша». У 2008 році він переїхав до Італії, де тренувався в академіях італійських клубів «Емполі» та «Лечче», але на дорослому рівні не зіграв.
У 2010 році він повернувся до Угорщини та приєднався до будапештського клубу «Уйпешт», за який дебютував у вищому дивізіоні 27 серпня 2010 року в виїзному матчі проти МТК (0:1), вийшовши на заміну Іллеша Шітку на 72-й хвилині. У рідній команді Балог швидко став основним гравцем і у 2014 році виграв з командою Кубок та Суперкубок Угорщини, а 2016 року став фіналістом національного кубка.
Влітку 2017 року уклав контракт з клубом «Академія Пушкаша», у складі якого провів наступні два роки своєї кар'єри гравця. Граючи у складі «Академії Пушкаша» також здебільшого виходив на поле в основному складі команди і 2018 року знову став фіналістом Кубка Угорщини.
До складу клубу «Пакш» приєднався влітку 2019 року. З командою двічі поспіль у 2024 та 2025 роках ставав володарем Кубка Угорщини. Станом на 31 липня 2025 року відіграв за клуб з Пакша 140 матчів в національному чемпіонаті.

## Виступи за збірні
2011 року дебютував у складі юнацької збірної Угорщини (U-20), загалом на юнацькому рівні взяв участь у 3 іграх.
2012 року залучався до складу молодіжної збірної Угорщини. На молодіжному рівні зіграв в одному офіційному матчі, забив 1 гол.
7 вересня 2014 року дебютував в офіційних матчах у складі національної збірної Угорщини в грі кваліфікації до Євро-2016 проти Північної Ірландії (1:2). Через три роки зіграв за збірну свій другий матч, вийшовши на поле в товариській грі з Люксембургом (1:2).

## Титули і досягнення
- Володар Кубка Угорщини (3):

«Уйпешт»: 2013/14
«Пакш»: 2023/24, 2024/25
- Володар Суперкубка Угорщини (1):

«Уйпешт»: 2014